# Ronde van Frankrijk 1951
| Route van de Ronde van Frankrijk 1951. |                        |              |
| Eindklassement                         |                        |              |
| Algemeen klassement                    | Hugo Koblet            | 142h 20' 14" |
| Tweede                                 | Raphaël Geminiani      | + 22' 00"    |
| Derde                                  | Lucien Lazarides       | + 24' 16"    |
| Vierde                                 | Gino Bartali           | + 29' 09"    |
| Vijfde                                 | Stan Ockers            | + 32' 53"    |
| Zesde                                  | Pierre Barbotin        | + 36' 40"    |
| Zevende                                | Fiorenzo Magni         | + 39' 14"    |
| Achtste                                | Gilbert Bauvin         | + 45' 53"    |
| Negende                                | Bernardo Ruiz          | + 46' 45"    |
| Tiende                                 | Fausto Coppi           | + 46' 51"    |
| Rode Lantaarn                          | Abdel-Kader Zaaf (66e) | + 4h 58' 18" |
| Bergklassement                         | Raphaël Geminiani      | 60 punten    |
| Tweede                                 | Gino Bartali           | 59 punten    |
| Derde                                  | Fausto Coppi           | 41 punten    |
|                                        | Hugo Koblet            | 41 punten    |
|                                        | Bernardo Ruiz          | 41 punten    |
| Ploegenklassement                      | Frankrijk              | 426h 47' 36" |
| Tweede                                 | België                 | -            |
| Derde                                  | Italië                 | -            |

De 39e editie van de Ronde van Frankrijk ging van start op 4 juli 1951 in Metz en eindigde op 29 juli in Parijs. Alle voorgaande Rondes met uitzondering van die van 1926 waren in Parijs gestart en gefinisht, maar vanaf 1951 was de start ieder jaar in een andere stad. Er stonden 123 renners verdeeld over 12 ploegen aan de start.
De winnaar van 1950, de Zwitser Ferdi Kübler, startte niet. De logische favoriet was daarmee de Italiaan Fausto Coppi. Deze was echter te zeer ontdaan door de recente dood van zijn broer Serse, en speelde uiteindelijk geen belangrijke rol in het algemeen klassement.
Als winnaar van de eerste tijdrit werd aanvankelijk Louison Bobet aangewezen, maar de Zwitsers met kopman Hugo Koblet protesteerden. Het protest werd toegekend, en er werd geconcludeerd dat Bobets tijd verkeerd was gemeten, en in werkelijkheid 1 minuut meer bedroeg, waardoor Koblet winnaar was.  Hij lag nog wel achter de geletruidrager Roger Lévêque, maar had hiermee wel de overige favorieten de eerste klap toegebracht. In de elfde etappe ging Koblet in de aanval, verrassend voor een klassementskandidaat in een vlakke etappe. Hoewel favorieten als Fausto Coppi, Raphaël Geminiani en Louison Bobet in het peloton samenwerkten om hem terug te halen, hield hij van zijn voorsprong van 3 minuten nog 2 1/2 minuut over, tot grote bewondering van zijn tegenstanders.
De volgende etappe mocht een groep ongevaarlijke renners wegrijden, waarvan de Nederlander Wim van Est profiteerde door niet alleen de ritoverwinning maar ook de gele trui te pakken. Hoewel hij niet tot de betere klimmers behoorde, probeerde hij in de volgende Pyreneeënetappe zijn trui te verdedigen. In de gevaarlijke afdaling van de Aubisque sloeg echter het noodlot toe: Van Est raakte van de weg, en tuimelde tientallen meters het ravijn in. Het mag een wonder heten dat hij zijn val overleefde, en met aan elkaar geknoopte fietsbanden werd hij weer naar boven getild en hij werd naar het ziekenhuis gebracht. De volgende rit ontsnapten Koblet en Coppi gezamenlijk. Coppi wist Koblet niet af te schudden, en aan de finish pakte Koblet zowel de etappe als het geel.
Ook in de tussenetappes tussen de Pyreneeën en de Alpen was het niet rustig. Achter de Algerijn Abdel-Kader Zaaf ging een aantal grote namen in de tegenaanval: Geminiani, Lucien Lazarides en zelfs geletruidager Koblet. Coppi trachtte deze groep bij te halen, maar werd onwel, en verloor veel tijd, evenals Gino Bartali en Fiorenzo Magni, die hem bijstonden. Koblet won opnieuw de etappe. Louison Bobet won de etappe over de Ventoux, die voor het eerst in de route van de Tour was opgenomen, maar de belangrijkste concurrentie van Koblet kwam van Geminiani, die tweede stond op 90 seconden.
Hoewel hij uitgeschakeld was voor het klassement, maakte Coppi indruk door in de 20e etappe, over onder meer de Izoard en de Tourmalet, lang alleen vooruit te rijden en de etappe te winnen. Koblet pakte 9 minuten op Geminiani, waarmee ook zijn laatste concurrentie verslagen was. In de afsluitende tijdrit pakte hij nog eens 4 minuten extra voorsprong.
- Aantal ritten: 24
- Totale afstand: 4690 km
- Gemiddelde snelheid: 32.949 km/h
- Aantal deelnemers: 123
- Aantal uitgevallen: 57

## Belgische en Nederlandse prestaties
In totaal namen er 12 Belgen en 8 Nederlanders deel aan de Tour van 1951.

### Belgische etappezeges
- André Rosseel won de 8ste rit van Angers naar Limoges en de 15de rit van Luchon naar Carcassonne.
- Armand Baeyens won de 19de etappe van Marseille naar Gap.
- Germain Derycke won de 23ste etappe van Genève naar Dijon.

### Nederlandse etappezeges
- Wim van Est won de 12de etappe van Agen naar Dax.

Wim van Est nam door deze overwinning de gele trui over. De volgende dag raakte Van Est door de beroemde val in het ravijn deze trui weer kwijt.

## Etappe-overzicht
- 1e Etappe Metz - Reims: Giovanni Rossi (Zwi)
- 2e Etappe Reims - Gent: Bim Diederich (Lux)
- 3e Etappe Gent - Le Treport: Georges Meunier (Fra)
- 4e Etappe Le Treport - Parijs: Roger Leveque (Fra)
- 5e Etappe Parijs - Caen: Serafino Biagioni (Ita)
- 6e Etappe Caen - Rennes: Edouard Muller (Fra)
- 7e Etappe La Guerche - Angers: Hugo Koblet (Zwi)
- 8e Etappe Angers - Limoges: André Rosseel (Bel)
- 9e Etappe Limoges - Clermont-Ferrand: Raphaël Geminiani (Fra)
- 10e Etappe Clermont-Ferrand - Brive: Bernardo Ruiz (Spa)
- 11e Etappe Brive - Agen: Hugo Koblet (Zwi)
- 12e Etappe Agen - Dax: Wim van Est (Ned)
- 13e Etappe Dax - Tarbes: Serafino Biagioni (Ita)
- 14e Etappe Tarbes - Luchon: Hugo Koblet (Zwi)
- 15e Etappe Luchon - Carcassonne: André Rosseel (Bel)
- 16e Etappe Carcassonne - Montpellier: Hugo Koblet (Zwi)
- 17e Etappe Montpellier - Avignon: Louison Bobet (Fra)
- 18e Etappe Avignon - Marseille: Fiorenzo Magni (Ita)
- 19e Etappe Marseille - Gap: Armand Baeyens (Bel)
- 20e Etappe Gap - Briançon: Fausto Coppi (Ita)
- 21e Etappe Briançon - Aix-les-Bains: Bernardo Ruiz (Spa)
- 22e Etappe Aix-les-Bains - Genève: Hugo Koblet (Zwi)
- 23e Etappe Genève - Dijon: Germain Derycke (Bel)
- 24e Etappe Dijon - Parijs: Adolphe Deledda (Fra)

## In populaire cultuur
Van 1947 tot en met 1964 tekende de Belgische striptekenaar Marc Sleen een jaarlijks humoristisch verslag van alle ritten van de Ronde van Frankrijk in zijn stripreeks  De Ronde van Frankrijk Ook de Tour van 1951 was hierbij.
 winnaars gele trui · 
 puntenklassement · 
 bergklassement · 
 jongerenklassement · 
 tussensprintklassement · 
 combinatieklassement · 
 ploegenklassement · 
 strijdlust · 
rode lantaarn
records · meeste deelnames · ranglijst etappewinnaars · bekende beklimmingen · valpartijen · dopinggevallen · Grand Départ · Souvenir Henri Desgrange
1903 · 
1904 · 
1905 · 
1906 · 
1907 · 
1908 · 
1909 · 
1910 · 
1911 · 
1912 · 
1913 · 
1914 ·
1915 ·
1916 ·
1917 ·
1918 · 
1919 · 
1920 · 
1921 · 
1922 · 
1923 · 
1924 · 
1925 · 
1926 · 
1927 · 
1928 · 
1929 · 
1930 · 
1931 · 
1932 · 
1933 · 
1934 · 
1935 · 
1936 · 
1937 · 
1938 · 
1939 · 
1940 ·
1941 ·
1942 ·
1943 ·
1944 ·
1945 ·
1946 ·
1947 · 
1948 · 
1949 · 
1950 · 
1951 · 
1952 · 
1953 · 
1954 · 
1955 · 
1956 · 
1957 · 
1958 · 
1959 · 
1960 · 
1961 · 
1962 · 
1963 · 
1964 · 
1965 · 
1966 · 
1967 · 
1968 · 
1969 · 
1970 · 
1971 · 
1972 · 
1973 · 
1974 · 
1975 · 
1976 · 
1977 · 
1978 · 
1979 · 
1980 · 
1981 · 
1982 · 
1983 · 
1984 · 
1985 · 
1986 · 
1987 · 
1988 · 
1989 · 
1990 · 
1991 · 
1992 · 
1993 · 
1994 · 
1995 · 
1996 · 
1997 · 
1998 · 
1999 · 
2000 · 
2001 · 
2002 · 
2003 · 
2004 · 
2005 · 
2006 · 
2007 · 
2008 · 
2009 · 
2010 · 
2011 · 
2012 · 
2013 · 
2014 · 
2015 · 
2016 · 
2017 · 
2018 · 
2019 ·
2020 · 
2021 · 
2022 · 
2023 · 
2024 · 
2025